# Бергер, Бонни
Бонни Энн Бергер (англ. Bonnie Anne Berger) — американский математик и программист. Работает преподавателем прикладной математики и компьютерных наук в Массачусетском технологическом институте. В начале карьеры Бергер исследовала алгоритмы, и позже перешла на исследования в области вычислительной молекулярной биологии.
Член Национальной академии наук США (2020).

## Биография
Бергер получила степень бакалавра в Университете Брандейса, и защитила диссертацию доктора философии в МТИ в 1990 году под руководством Сильвио Микали Ещё будучи студенткой, она получила Machtey Award в 1989 году за статью о параллельных алгоритмах, которые она опубликовала с сокурсником Джоном Ромпей на симпозиуме по основам информатики. Она осталась в MIT для постдокторских исследований и стала преподавателем там в 1992 году.
В 2003 году Бергер стала членом Ассоциации по вычислительной технике, а в 2012 году — членом Американской академии искусств и наук и Международного общества вычислительной биологии (ISCB).
По состоянию на январь 2015 года Бергер служит вице-президентом ISCB.
В 2016 году Бергер была введена в колледж сотрудников американского Института медицинской и биологической инженерии.
Награды и отличия
- Премия Margaret Oakley Dayhoff (1997/1998)[9]
- Вошла в список ТОП-100 Новаторов по версии журнала Обзор технологий (1999)[10]
- NIH Margaret Pittman Lecture (2012)